# Anania de Shirak
Pour les articles homonymes, voir Anania.

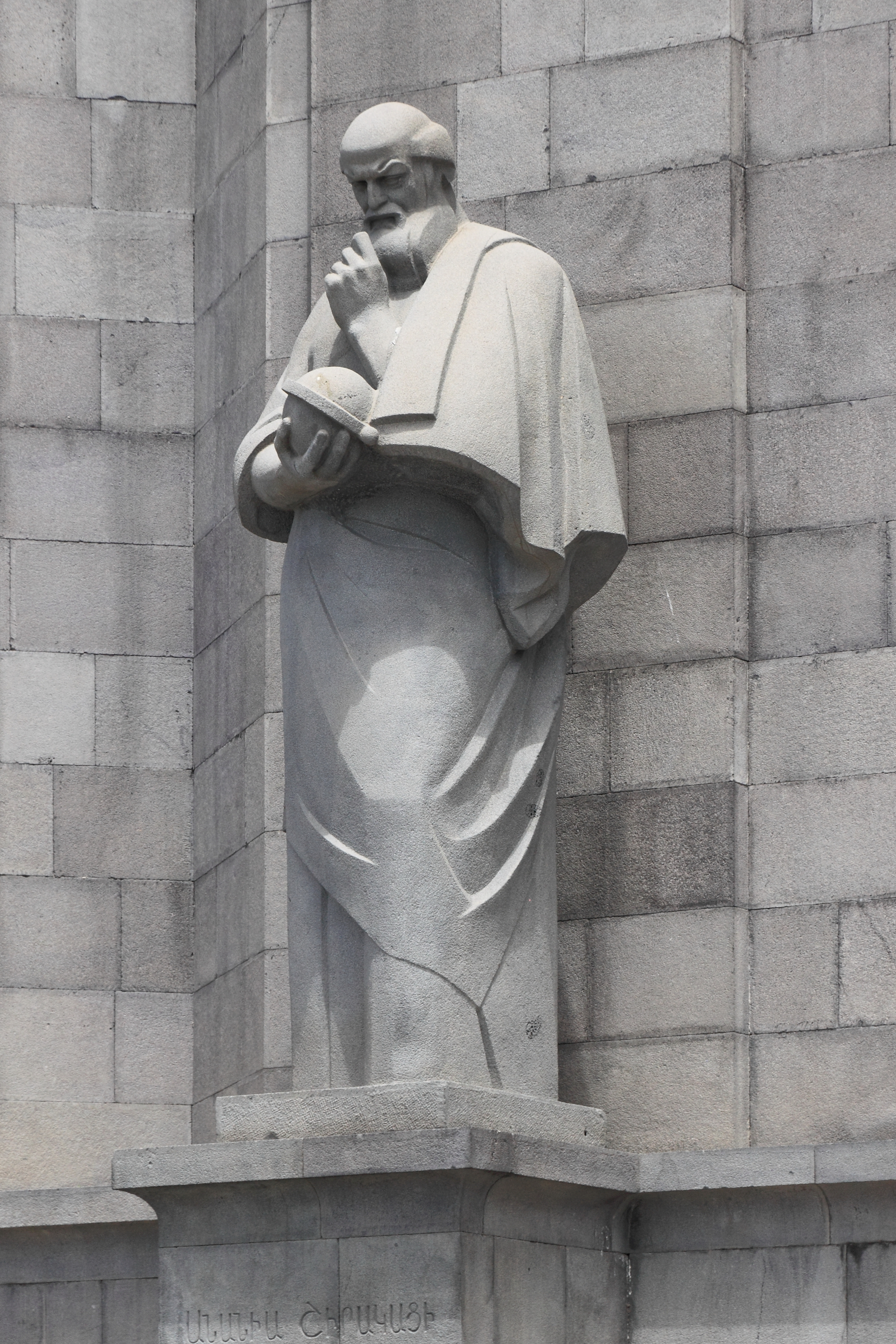
Statue d'Anania de Shirak à Erevan.

Anania (ou Ananias) de Shirak ou Anania Shirakatsi (en arménien Անանիա Շիրակացի ; 610-685) est un mathématicien, géographe et philosophe arménien du VIIe siècle. Son œuvre la plus connue est sa Géographie. Il a également laissé une autobiographie.

## Biographie
Né en 610 dans le village d'Anania, en Shirak, Anania s'intéresse très tôt aux mathématiques. Il voyage beaucoup : dans son autobiographie, il mentionne des voyages à Constantinople, Theodosiopolis, Sinope, etc. De passage à Trébizonde, il devient l'élève d'un certain Tychikos, renommé à l'époque, qui lui enseigne son savoir pendant huit ans ; en 651, Anania rentre au pays et y établit une école. Ce chrétien dévoué meurt en 685.

## Œuvres
L'œuvre la plus connue d'Anania est sa Géographie, qui effectue un découpage novateur de l'Arménie en quinze provinces (Haute-Arménie, Arménie IV ou Sophène, Aghdzenik, Mokk, Kordchayk, Parskahayk, Vaspourakan, Tôroubéran, Syunik, Artsakh, Paytakaran, Outik, Gougark, Tayk, Ayrarat) issues de périodes différentes de son histoire. La Géographie a autrefois été attribuée à Moïse de Khorène.
Parmi ses œuvres, un concept des plus remarquables est sa Cosmologie, dans laquelle il annonce, huit siècles avant Galilée et Copernic, que la Terre est sphérique, et qu'elle tourne autour du Soleil. Dans une œuvre de 48 chapitres, il décrit un monde centré sur le Soleil, la Terre avec sa géométrie et son atmosphère, la Lune comme étant de nature sombre, mais dont la lumière est en fait la réflexion de celle du Soleil. Il croit fermement que la Voie lactée est une masse dense d'étoiles éclairant faiblement, ce qui se rapproche de la réalité.
Il est également l'auteur d'un manuel d'arithmétique, d'un traité sur Les poids et mesures, d'une Géométrie astronomique et d'un Chronicon commandé par le Catholicos Anastase Ier d'Akori dans lequel il améliore le calendrier arménien.

## Médaille
Parmi les médailles de la République d'Arménie figure la médaille Anania-Shirakatsi ; elle est attribuée aux auteurs de contributions notables en économie, architecture, science, technique et ingénierie.